# Suchoj Su-27
Suchoj Su-27, förkortat Su-27 (ryskaː Сухой Су-25. NATO-rapporteringsnamn: Flanker), är ett sovjetiskt/ryskt jaktflygplan utvecklat av den ryska flygtillverkaren Suchoj. Utvecklingen av Su-27 kom som ett svar på de nya amerikanska stridsflygplanen Grumman F-14 Tomcat och McDonnell Douglas F-15 Eagle, vilka sattes i tjänst under 1970-talet.

## Utveckling

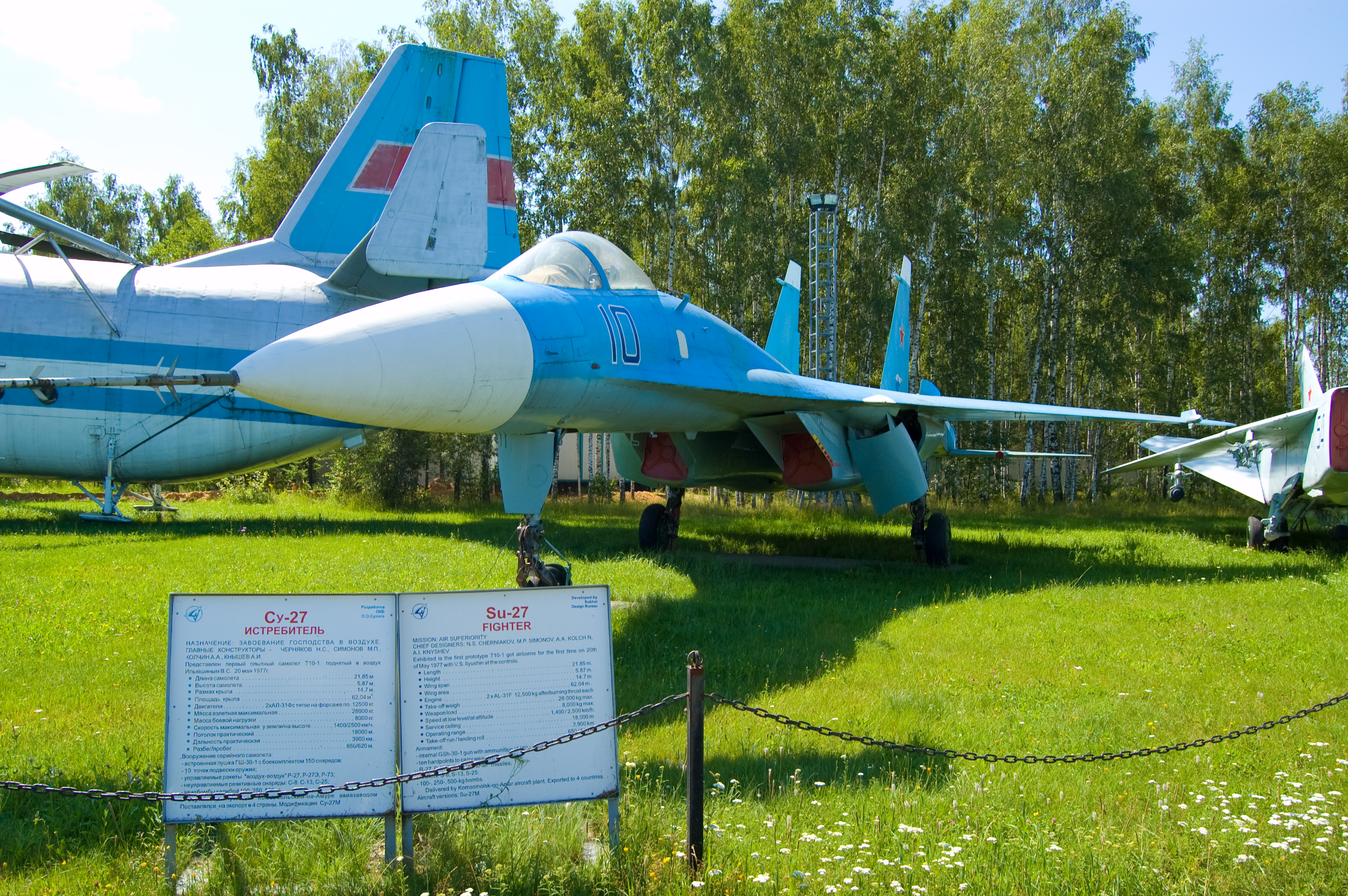
Prototypen T-10.

Utvecklingen påbörjades under det sena 1970-talet, och det stod snabbt klart att för att nå de uppsatta målen var man tvungna att använda nya designprinciper. Övergången mellan vingen och flygkroppen gjordes mjuk så att lyftytan skulle bli så stor som möjligt. Förlängningar av vingrotens framkant bidrog också med lyftkraft, och gjorde planet instabilt i längdled för ökad manöverbarhet. Den ursprungliga designen som gick under beteckningen T-10 levde inte upp till prestandakraven på grund av missar vid designen av vingformen, tyngre avionik och törstigare motorer än beräknat. Efter att ett antal prototyper flugit togs beslutet att göra ett flertal radikala ingrepp i designen, och den nya modellen fick beteckningen T-10S. Detta ledde till att stora förseningar uppkom, något som förvärrades av ett antal haverier till följd av strukturella svagheter.
Under de första åren, 1986–1988, slog en modifierad Su-27 med beteckningen P-42 inte mindre än 27 flygrekord och fick snabbt ryktet om att vara världens bästa jaktflygplan. Flertalet av de rekord som Su-27 slog hade satts av en modifierad F-15 med beteckningen Streak Eagle.

### Vidareutveckling
Efter sovjetunionens sammanbrott fortsatte Suchoj att vidareutveckla ett flertal stridsflygplan baserade på Su-27. Man tog bland annat fram ett enhetsflygplan som fick beteckningen Su-30. Man har också börjat producera ett attackflyg som går under namnet Su-34. Den senaste modellen kallas för Su-35S. Ryssland har gjort flera beställningar av samtliga versioner.

## Varianter
- M – moderniserad, uppgraderad (ryska: модернизированный, modernizirovannyj)
- K – kommersiell för export[7] (коммерческий, kommertjeskij)
- K – för (hangar-)fartyg (корабельный, korabelnyj)
- UB – för stridsträning och strid (учебно-боевой, utjebno-bojevoj)
- S – serieproduktion[8] (серийный, serijnyj)

### Under Sovjetunionen

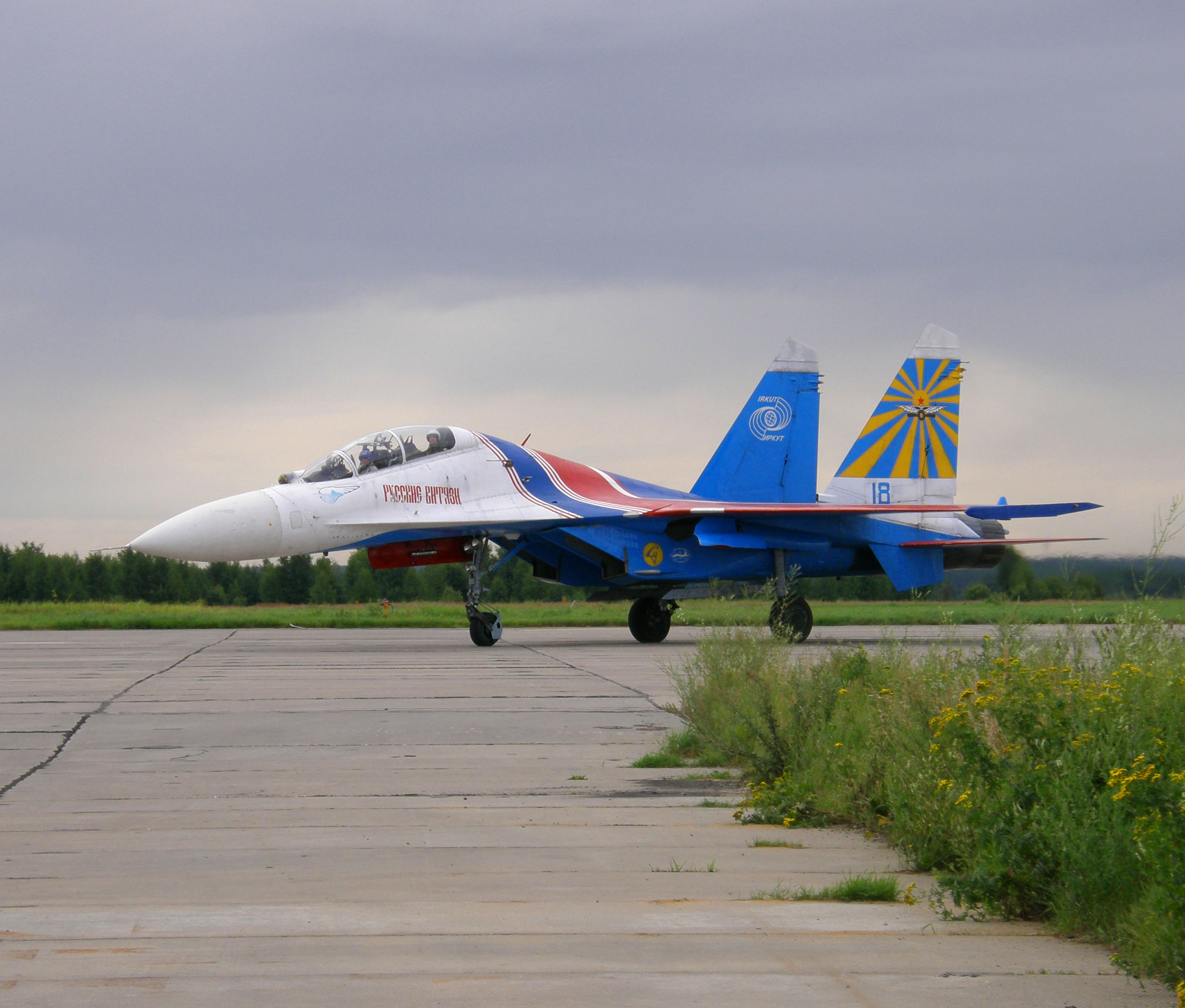
Rysk Su-27UB.

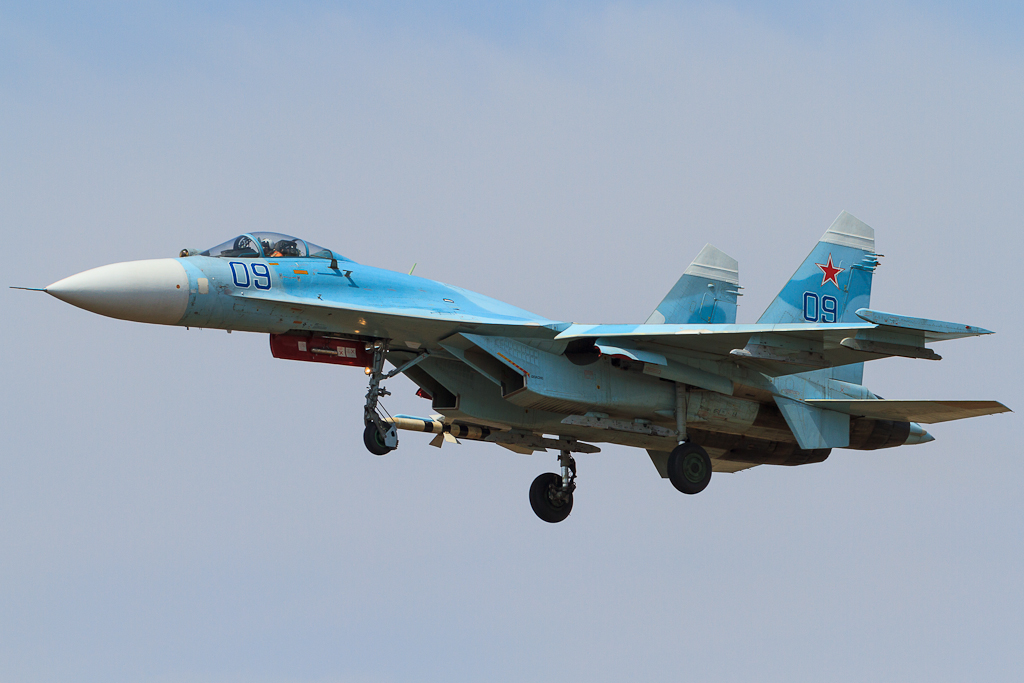
Rysk Su-27SM.

Su-27 ("Flanker-A")
Förlaga i litet antal med motor AL-31.
Su-27S ("Flanker-B")
Ensitsig med förbättrad motor AL-31F.
Su-27P ("Flanker-B")
Standardversion utan vapensystem för markmål. Ofta kallad bara Su-27 utan "P".
Su-27UB ("Flanker-C")
Tvåsitsig för träning.
Su-27K (Su-33 / "Flanker-D")
Ensitsig för hangarfartyg med vikbara vingar och krok vid landning. Byggd i litet antal.
Su-27KUB (Su-33UB)

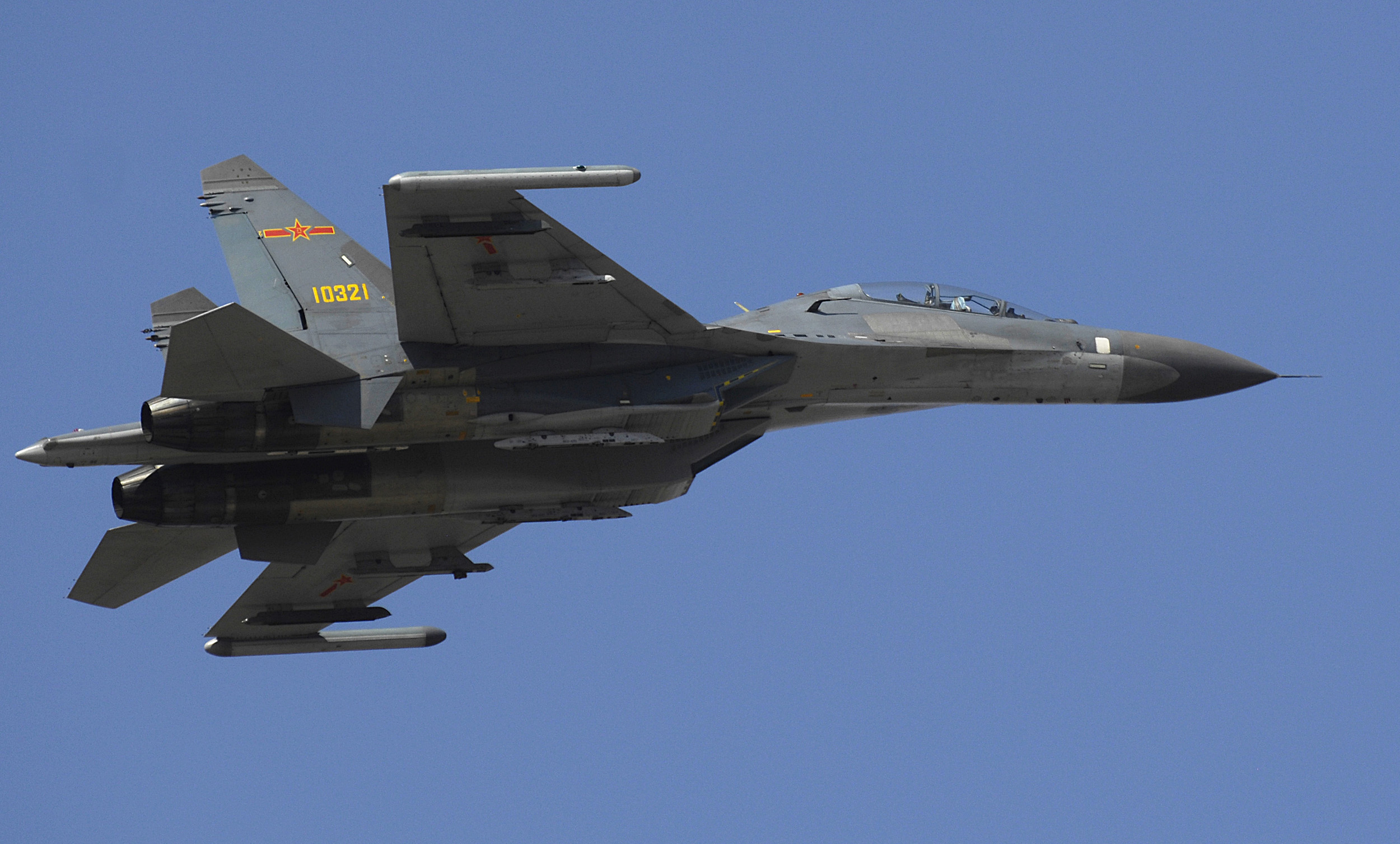
Den kinesiska versionen Shenyang Jian-11.

Tvåsitsig med dubbelsäte (som i Su-34) för träning och strid, baserad på Su-27K och Su-27KU.
Su-27M (Su-35/Su-37 / "Flanker-E/F")
Förbättrad ensitsig demovariant av Su-27S med fler-rolls-funktion. Tvåsitsig demovariant med beteckningen Su-35UB byggdes också.
Su-27PU (Su-30 / "Flanker-C")
Tvåsitsig förbättrad Su-27P med datalänk för PVO. Varianten döptes senare om till Su-30 och anpassades för fler-rolls-funktion för exportmarknaden.
Su-27IB/KU (Su-34)
Tvåsitsig med dubbelsäte och lång räckvidd. Prototyp för Su-32FN och Su-34.

### Efter Sovjetunionen
Su-27PD ("Flanker-B")
Ensitsig demovariant med lufttankning.
Su-30M/MK ("Flanker-H")
Tvåsitsigt nästa-generations-plan med fler-rolls-funktion. Några Su-30M byggdes för rysk utveckling i mitten av 90-talet med magert resultat, bl.a. två demovarianter för export av Su-30MK med lite olika specifikationer; Su-30MKA för Algeriet, Su-30MKI för Indien, Su-30MKK för Kina, och Su-30MKM för Malaysia.
Su-27KI
Demovariant baserad på Su-27SK för exportorder till Indonesien år 1997 med lufttankning, N001M-radar med extra funktion för att kunna avfyra missilen R-77. Ordern blev aldrig av pga embargo emot Indonesien för ockupationen av Östtimor.
Su-27SM ("Flanker-E")
Halvtidsuppgradering med funktioner från ryska demovarianten Su-27M.
Su-27SK ("Flanker-B")
Exportvariant av Su-27S med kraftigare landningsställ, ökad lastkapacitet till 33 ton och N001M-radar med fler luft-till-mark-lägen för detektion. En av de varianter som exporterades till Kina åren 1992-1996. Också såld till Indonesien år 2003 med lufttankning.
Shenyang Jian-11
Kinesisk variant av Su-27. Ursprungligen en samproduktion och licenstillverkning initierad 1996, som successivt gått mot mer inhemsk, kinesisk produktion och utveckling.
Su-27UBK ("Flanker-C")
Tvåsitsig Su-27UB för export.
Su-27SKM
Ensitsigt fler-rolls-plan av Su-27SK för export med uppgraderad cockpit, bättre elektroniska motmedel för självförsvar (ECM) och lufttankning.
Su-27UBM
Tvåsitsig Su-27UB.
Su-27SM2 ("Flanker-J")
4+ generationens blockuppgradering för ryska Su-27 med funktioner från Su-35BM med radarn Irbis-E, bättre motorer och flygegenskaper.
Su-27SM3 ("Flanker-J Mod")
Ökad lastkapacitet (+3 ton), AL-31F-M1-motorer och helglasad cockpit.
Su-27KUB
Su-27K för hangarfartyg med dubbelsäte för träning och fler-rolls-funktion.
Su-35BM/Su-35S ("Flanker-E")
Också kallad "Last Flanker" som senaste varianten av ”Flanker”-varianterna med ”thrust vectoring” AL-41F1S-motorer, bättre flygegenskaper, N035 Irbis-E-radar och svagare radareko.
Su-27UB1M
Ukrainias uppgraderade variant av Su-27UB.
Su-27S1M (”Flanker-B”)
Ukrainias uppgraderade variant av Su-27S.
Su-27P1M
Ukrainias uppgraderade variant av Su-27P.

## I tjänst

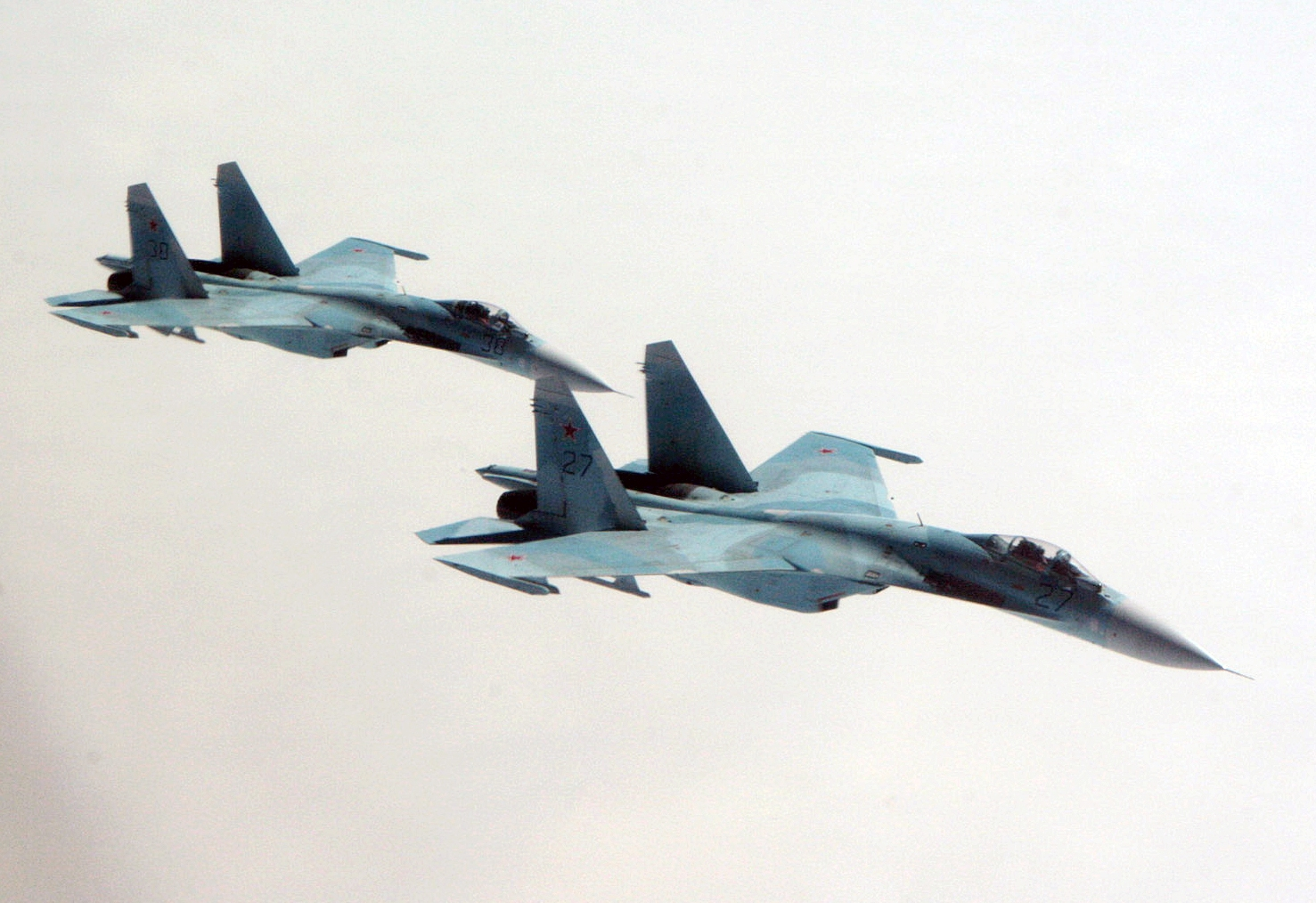
Två ryska Su-27.

År 1984 kom de första planen i tjänst i Sovjetiska luftförsvarsstyrkorna och snart fick också Sovjetiska flygvapnet sina första plan. Det fanns dock problem i den tidiga produktionen och ytterligare modifikationer var nödvändiga innan den slutliga seriestandarden fastställdes. Det faktum att det ännu inte fanns någon tvåsitsig skolversion innebar också att steget från Suchoj Su-15, MiG-23 och MiG-21 till Su-27 blev stort för piloterna.
Från 1984 fram till upplösningen av Sovjetunionen hade runt 600 flygplan tillverkats.  Av dessa gick majoriteten till Ryssland som också fortsatte producera planet i flera år till. Även Ukraina, Vitryssland, Kazakstan och Uzbekistan ärvde ett mindre antal plan till sina nybildade flygvapen. Idag (2014) är Ryssland den största användaren med cirka 350 plan i tjänst.

## Su-27 i Kina
Kina beställde under det tidiga 1990-talet cirka 75 Su-27 av Ryssland/Sovjetunionen. Man har också fått licens för att producera planet lokalt i Kina men då under beteckningen J-11. Det finns idag cirka 220 Su-27/J-11 i det kinesiska flygvapnet.

## Användare
| Användare             | Varianter                     | Antal |
| --------------------- | ----------------------------- | ----- |
| Ryssland              | Su-27S/Su-27SM/Su-27UB/Su-27K | 355   |
| Kina                  | Su-27S/J-11                   | 216   |
| Ukraina               | Su-27S/Su-27UB                | 65    |
| Kazakstan             | Su-27S                        | 25    |
| Belarus               | Su-27S/Su-27UB                | 20    |
| Sammanlagd produktion | Sammanlagd produktion         | 732   |